# Равно (тврђава)
Равно (лат. Rabna, Ravanelle, Rabnel, Rabinel) је некадашња тврђава у Србији, која се налазила на месту данашње Ћуприје, на ушћу Раванице (Равно) у Велику Мораву. Подигнута је на значајном путном правцу Via Militaris, који је ишао Моравском долином и од ње се одвајао пут ка долини Тимока. У римско доба се ту налазио војни логор и муниципијум Horreum Margi, који је највероватније страдао у налету Хуна предвођених Атилом, средином V века. У историјским изворима, Равно се први пут помиње средином XII века. Археолошка истраживања утврдила су постојање два слоја средњовековног живота на овом месту:
- старији (X/XI век)
- млађи (XII/XIII век)

међутим,упркос опсежним археолошким истраживањима, изглед средњовековног насеља није могуће реконструисати. Ово је највероватније последица тога што је камен са његових рушевина искоришћен у градњи Раванице и Ресаве, које се налазе у близини.
Почетком XXI века, група грађана из Ћуприје је у пар наврата организовала прикупљање потписа за промену имена града из Ћуприја у Равно.

## Прошлост Равног
Равно се први пут помиње средином XII века, у делу арапског географа Мохамеда Идрисија под називом „Географија“. Он сведочи да је Равно велики и добро насељени град и каже да је удаљен 50 миља (дан пута) од Ниша, 150 миља од Београда и 60 миља (дан и по пута) од Афранисува.
Хроничари крсташких похода из XII века такође помињу Равно. Арнолд из Либека у свом опису пута војводе Хајнриха Лава 1172. године, наводи да се налази усред бугарске шуме и да у њему живе Срби, које назива Белијаловим синовима, додајући да они само формално признају власт грчког краља тј. византијског цара. Град се нашао под опсадом крсташа, пошто су његови становници одбили да на достојан начин приме немачке крсташе. Према његовој причи, Срби су у изненадном ноћном нападу, подељени у 4 групе, напали крсташки логор отровним стрелама. У том нападу, заповедник Срба је погинуо, али је Хајнрих идућег дана прекинуо опсаду и повукао се ка Нишу.
Равно је вероватно страдало 1183. године у борбама које је српско-мађарска коалиција водила против Византије.
У описима похода Фридриха Барбаросе, хроничари наводе да је он у јулу 1189. године стигао у Равно, које је било напуштено и разрушено. Ту се састао са посланицима Стефана Немање и договорио о детаљима састанка који ће њих двојица обавити у Нишу.
Стефан Првовенчани за град каже да се налази на међи његовог отачаства тј. на тадашњој српско-мађарској граници. Он се 1214. године састао у Равном са мађарским краљем Андријом II ради преговора о миру. Двојица владара су после дванаест дана постигла договор којим је спречен почетак рата, али се не зна да ли се тада Равно налазило у Србији или Мађарској.
Не зна се када је тачно тврђава Равно уништена, али се сматра да је до тога дошло средином XIII века или током монголске провале на Балкан (1242) или током бугарског упада у Србију (1253/1254).
Живот на месту некадашње тврђаве је касније обновљен, али је ново насеље изгубило свој ранији градски карактер. Поново се у изворима помиње тек 1381. године у Раваничкој повељи кнеза Лазара, којом својој новооснованој задужбини Раваници дарује брод тј. прелаз преко реке (вероватно је у питању била скела) код Равног.